# Mil Mi-26

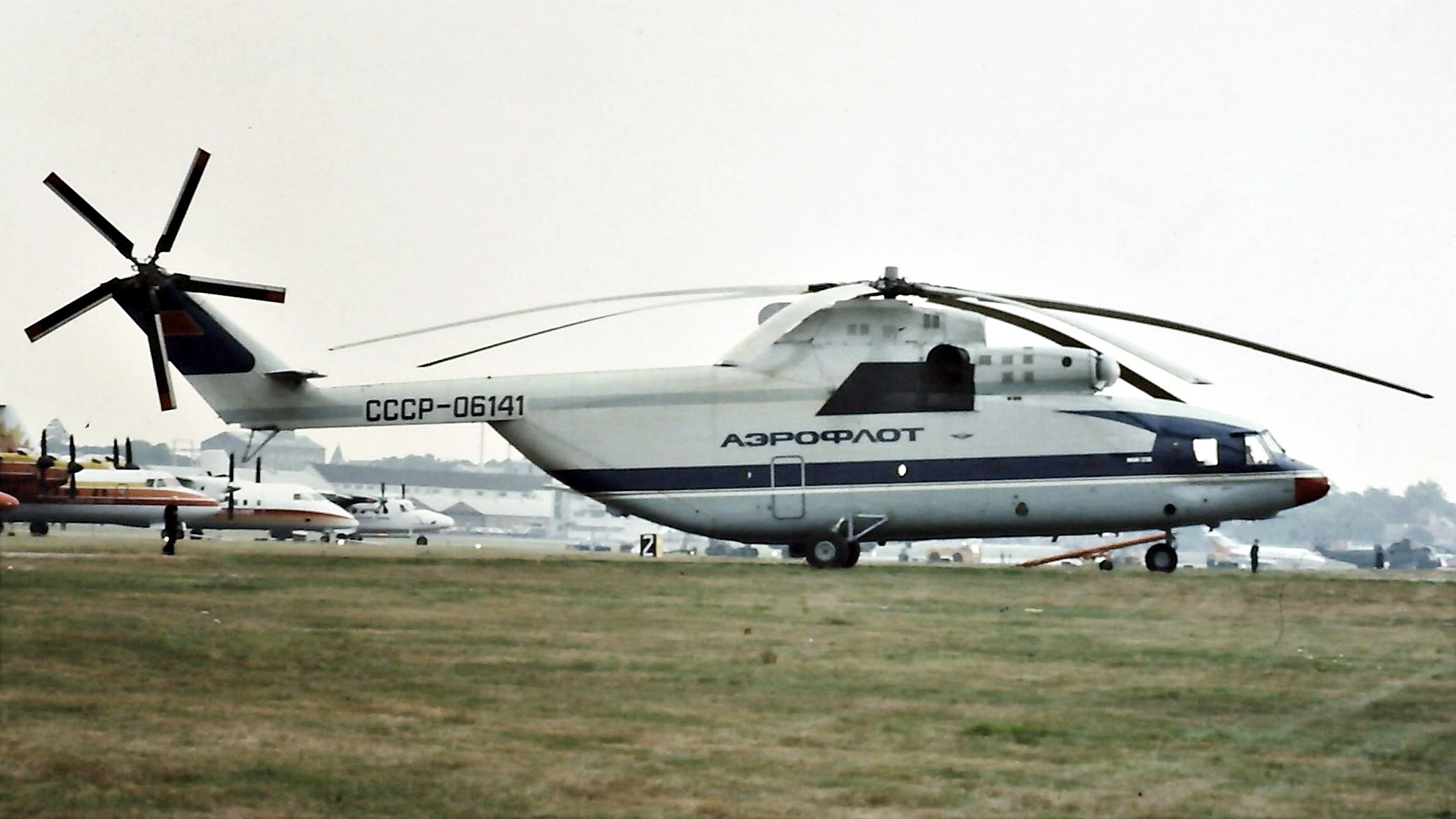
Mil Mi-26 nella livrea storica dell'Aeroflot

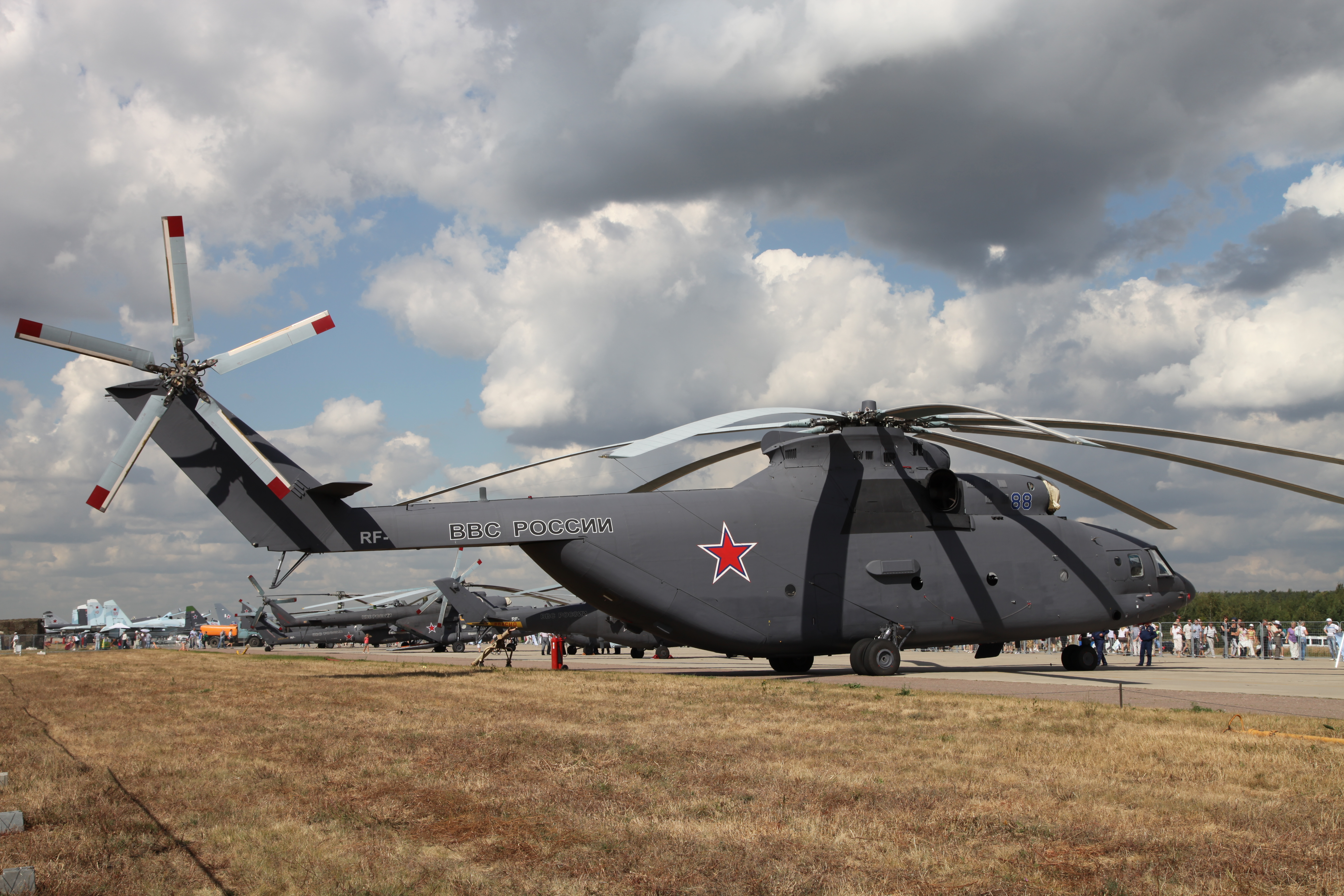
Mil Mi-26 Voenno-vozdušnye sily Rossijskoj Federacii

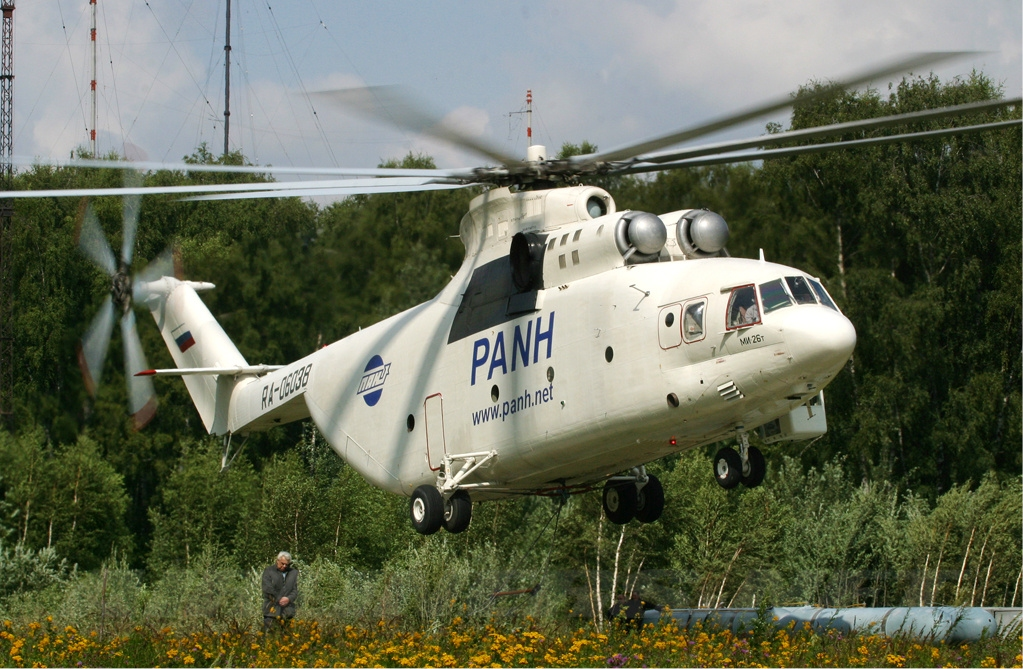
Mil Mi-26T della russa Panh Helicopters

Il Mil Mi-26 (in cirillico: Миль Ми-26, nome in codice NATO: Halo) è un elicottero da trasporto pesante biturbina con rotore a otto pale, di fabbricazione sovietica prima e russa poi, sviluppato negli anni settanta dall'OKB Mil ed entrato in servizio nelle forze armate sovietiche a partire dal 1983.
Chiamato informalmente Korova (trad. mucca) o, in alternativa, Saraj (trad. fienile) ai tempi dell'URSS, dall'anno della sua introduzione ad oggi (2024), detiene il primato di aeromobile ad ala rotante più pesante mai entrato in produzione. Inoltre, il Mi-26 è stato il primo elicottero ad utilizzare un rotore ad otto pale. 
Al 2021, è in servizio attivo sia in campo civile che militare nelle componenti aeree di diverse nazioni ed aziende. 
Secondo il CEO della Russian Helicopters, è prevista la ripresa della produzione alla più recente versione, denominata, Mi-26T2V nel 2022.

## Sviluppo
Il Mi-26 fu progettato per uso militare e civile con lo scopo di essere in grado di trasportare più carico di ogni altro elicottero precedente. Il primo Mi-26 volò il 14 dicembre 1977 e l'aeronautica militare sovietica iniziò a impiegarlo nel 1983.
La trasmissione consente di proseguire il volo in caso di avaria ad un motore, compatibilmente con il carico imbarcato.
Sebbene il Mi-26 sia solo lievemente più piccolo del Mil Mi-6, ha una capacità di carico di 20 tonnellate, ovvero 8 tonnellate in più rispetto al Mil Mi-6.
Un Mi-26T (pilotato da Sergej Makarin e Anatolij Plastkov) ha trasportato il catamarano Alinghi da Le Bouveret in Svizzera fino al porto di Genova superando i 2.473 metri del Colle del Gran San Bernardo.
Nel novembre 2010 la francese Safran Group ha annunciato i piani di collaborazione sulla nuova versione dell'elicottero insieme alla Rostvertol di Rostov sul Don.

## Impiego operativo

### Černobyl'
Il Mi-26 fu utilizzato in diversi esemplari per le operazioni di soccorso e contenimento durante il disastro di Černobyl'.

## Record
- Record di carico per aeromobile ad ala rotante a 2.000 metri di quota: 25.110,7 kg (3 dicembre 1982)

## Varianti
- V-29 - Prototipo.
- Mi-26 (NATO - Halo-A) - Versione militare da trasporto.
- Mi-26A - Versione migliorata.
- Mi-26M – Versione migliorata del Mi-26, modificata per prestazioni migliori.
- Mi-26MS - Versione elisoccorso.
- Mi-26NEF-M - Versione anti sommergibile.
- Mi-26P - Versione trasporto passeggeri con capacità 63 posti.
- Mi-26PP - Versione ripetitore radio.
- Mi-26PK - Gru volante.
- Mi-26T - Versione civile da trasporto.
- Mi-26TC - Versione da trasporto.
- Mi-26TM - Gru volante.
- Mi-26TP - Versione antincendio.
- Mi-26TS - Versione da esportazione del Mi-26T.
- Mi-26TZ - Versione aerocisterna.
- Mi-26T2 - Versione modernizzata base con il complesso d'avionica digitale e con 2 membri d'equipaggio.[7]
- Mi-26T2V - Versione modernizzata con capacità di sollevamento di 20 tonnellate e dotata di una moderna suite avionica di volo e navigazione NPK-90-2V che consentirà l’uso in ogni condizione meteo, notte e giorno, a qualsiasi latitudine del pianeta, finanche in modalità automatica dal decollo fino all’atterraggio, nonché di un sistema specifico Vitebsk per la protezione dai missili terra-aria e aria-aria.[8]

## Utilizzatori

### Civili
Belgio
- Skytech

3 Mi-26T ricevuti a fine anni ottanta.
 Bielorussia
- Rubystar

 Cina
- China Flying Dragon Aviation

utilizza 3 Mi-26T.+ 1 ordinato
 Corea del Sud
 Grecia
- Mi-26T "firebuster" 16 settembre 2000

 India
 Laos
 Perù
 Russia /  Unione Sovietica
- Aeroflot

 Russia
- Abakan-Avia
- Alrosa Mirnyj Air Enterprise
- Avialift Vladivostok
- Rostvertol-Avia
- UTair Aviation
- Čukotavia

### Governativi
Russia
- EMERCOM (Ministero per il controllo delle emergenze)

6 Mi-26 in organico, 3 in condizioni di volo all'agosto 2020.

### Militari
Algeria
- Al-Quwwat al-Jawwiyya al-Jaza'iriyya

14 Mi-26T2 ordinati, 8 esemplari in servizio al settembre 2018. Ulteriori 8 esemplari saranno consegnati entro il 2017.
 Bielorussia
- Voenno-vozdušnye sily i vojska protivovozdušnoj oborony

30 Mi-26 ex sovietici consegnati a partire dal 1992, 3 in organico al novembre 2019.
 Cambogia
- Kangtorp Akas Khemarak Phumin

2 consegnati, 2 in servizio al settembre 2017.
 Corea del Nord
- Chosŏn Inmin Kun Kongun

4 acquistati nel 1995-1996 e tutti in servizio al novembre 2018.
 RD del Congo
- Force Aérienne du Congo

1 Mi-26 in servizio a tutto il 2018.
 Giordania
- Al-Quwwat al-Jawwiyya al-malikiyya al-Urdunniyya

4 Mi-26T2 Halo-B ordinati a settembre 2016, tutti in servizio al gennaio 2021.
 Guinea Equatoriale
- Fuerza Aérea de Guinea Ecuatorial

1 Mi-26 consegnato, in organico al luglio 2021, ma, probabilmente non volante e interessato da un programma di revisione.
 India
- Bhāratīya Vāyu Senā

6 Mi-26 ordinati, i primi due dei quali, per un valore di 3,86 milioni di dollari, sono stati consegnati nel giugno 1986. Il terzo e il quarto sono stati consegnati alla IAF nel febbraio 1989 al costo di 4,73 milioni di dollari. I restanti due, tuttavia, sono stati annullati a causa del ridotto utilizzo dell'aeromobile. 3 (un solo esemplare in grado di volare) in organico a marzo 2019, che dovrebbero essere sottoposti ad upgrade.
 Kazakistan
- Forza di difesa aerea della Repubblica del Kazakistan

3 Mi-26 consegnati.
 Laos
 Messico - 1
 Perù
- Ejército del Perú

3 Mi-26T ex Aeroflot acquistati nel 1995 e dismessi nel 2020, ma non volanti uno dal 1997, uno nel 2000 e uno nel 2003.
- Fuerza Aérea del Perú
  - Batallón de Asalto y Transporte 821

3 operativi, 2 in deposito
 Russia
- Vozdušno-kosmičeskie sily

43 in servizio a tutto il 2018.
 Unione SovieticaSoviet Air Force e Aviazione dell'Esercito sovietico poi ceduti agli stati dopo il crollo dell'Unione Sovietica.
 Ucraina - 17
 Venezuela
- Ejército Nacional de la República Bolivariana de Venezuela

3 Mi-26T2 consegnati ed in servizio al settembre 2018.

### Altri
- Nazioni Unite - donati temporaneamente su richiesta